# سوراخ پر

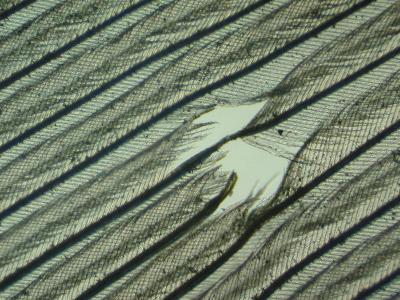
اثر تغذیه‌ای از شپش Brueelia بر روی پر دم پرستوی خانگی

سوراخ‌های پر (به انگلیسی: Feather holes) اغلب به‌طور مشخص بر روی پرهای بال و دم برخی از گونه‌های کوچک‌جثه گنجسک‌سان ایجاد می‌شود. دربارهٔ پرستوهای خانگی، پیشنهاد شد که این سوراخ‌ها آثاری از شپش پرندگان، یا Machaerilaemus malleus و/یا Myrsidea rustica (هر دو از سردهٔ Amblycera و خردراستهٔ شپش‌ها Phthiraptera) را تغذیه می‌کنند.
نشان داده شد که شمارش سوراخ‌ها بسیار قابل تکرار هستند، و بنابراین به نظر می‌رسد که شمارش معیارهای سودمندی برای تعیین کمیت شدت آلودگی باشد. از آن زمان، چندین مقاله تأثیرگذار دربارهٔ جنبه‌های فرگشتی، بوم‌شناختی و رفتاری برهم‌کن‌های میزبان-انگل بر اساس این فرض که سوراخ‌ها توسط Machaerilaemus malleus جویده شده‌اند، چاپ شده‌است. به‌طور خاص، گزینش جنسی میزبان، شکستن پر، کارکرد پرواز، سطح ایمنی، تاریخ رسیدن، و حتی ویژگی‌های آوازی با تعداد سوراخ‌ها همبستگی دارند. آزمایش‌های دوسویه نشان داد که سطح آلودگی ارثی است.